# Teoría marginal
Una teoría marginal es una idea o punto de vista que difiere del conocimiento aceptado en su campo. Las teorías marginales incluyen los modelos y las propuestas de la ciencia marginal, así como ideas similares en otras áreas de la erudición, como las humanidades. El término teoría marginal se usa comúnmente en un sentido más restringido como peyorativo, más o menos sinónimo de pseudociencia. Las definiciones precisas que distinguen entre puntos de vista ampliamente sostenidos, teorías marginales y pseudociencia son difíciles de construir debido al problema de la demarcación. Los problemas de equivalencia falsa pueden ocurrir cuando las teorías marginales se presentan como equivalentes a teorías ampliamente aceptadas.

## Definiciones
Las teorías marginales son ideas que se apartan significativamente de una teoría mainstream, o sea prevaleciente o convencional. Una teoría marginal no es una opinión mayoritaria ni la de una minoría respetada. El término en general está más cerca de la comprensión popular de la teoría como se entiende la palabra -una hipótesis, suposición o idea incierta- que del concepto de una teoría científica establecida. Aunque el término se usa a menudo dentro del contexto de la ciencia marginal, las teorías marginales se han discutido en diversas áreas de la investigación académica, incluyendo críticas bíblicas, historia, finanzas, leyes, medicina y política. Incluso existen en campos de estudio pseudocientíficos, como la criptozoología y la parapsicología.
Las teorías marginales cumplen con diferentes niveles de aceptación académica. El periodista financiero Alexander Davidson caracterizó las teorías marginales como "vendidas por un pequeño grupo de partidarios acérrimos", pero no necesariamente sin mérito. El filósofo Daniel N. Robinson los describió como ocupando "un limbo entre el callejón sin salida decisivo y la teoría productiva finalmente creíble". Sin embargo, el término también se usa peyorativamente; los defensores de las teorías marginales son descartados como disparatadas que están fuera de contacto con la realidad. En este sentido, existe cierta superposición con otras etiquetas despectivas, como la pseudoarqueología, la pseudohistoria y la pseudociencia. Describir las ideas como teorías marginales puede ser menos peyorativo que describirlas como pseudoconocimiento; mientras que es poco probable que alguien identifique su propio trabajo como pseudociencia.
El término también se usa para describir teorías de conspiración. Tales teorías "explican" los acontecimientos históricos o políticos como el trabajo de una poderosa organización secreta: "una red conspirativa internacional vasta, insidiosa y preternaturalmente efectiva", según Richard Hofstadter. Margaret Wertheim sugirió que las teorías marginales deberían tratarse de manera similar al arte marginal. En 2003, fue curadora de una exposición en el Museo de Arte de Santa Mónica, dedicada al trabajo del físico pseudocientífico Jim Carter.

### Problema de demarcación
Wertheim escribió que un "físico acreditado ... generalmente puede reconocer una teoría marginal de vista" cuando se trata de un manuscrito con formato excéntrico. Sin embargo, es difícil distinguir entre teorías marginales y teorías minoritarias respetadas. Una definición viable de lo que constituye una teoría marginal puede no ser realmente posible. Este es un aspecto del problema de demarcación que ocurre tanto en la ciencia como en las humanidades.
El geólogo Steven Dutch abordó el problema de la demarcación dividiendo las ideas científicas en tres categorías: borde, frontera y centro, según su adherencia a la metodología científica y su nivel de aceptación. Los autores posteriores, incluido Richard Duschl, ampliaron estas categorías. Bajo el sistema de Duschl, una teoría marginal es una mezcla de nuevas ideas legítimas y pseudociencia; espera el análisis para determinar si pasará a la "frontera" o será rechazado por completo.

## Equilibrio falso
Los medios de comunicación pueden desempeñar un papel en la difusión y popularización de teorías marginales. Los medios a veces reducen los temas complejos a dos lados y enmarcan los problemas en términos de un retador débil que pelea contra la teoría dominante. El erudito bíblico Matthew Collins escribió que esta simplificación puede ser "falsamente representativa y engañosa, especialmente cuando una teoría marginal descabellada es, en nombre de la neutralidad y la equidad, elevada al papel de contendiente igualmente legítimo". Esta equivalencia falsa puede convertirse en el comportamiento mediático esperado. Cuando The New York Times publicó un artículo que apoyaba firmemente la postura científica dominante sobre la controversia del tiomersal, otros en los medios condenaron al Times por retratar la supuesta conexión vacuna-autismo como una teoría marginal, llamando al artículo una "pieza de éxito".
También surgen problemas de equilibrio falso en la educación, especialmente en el contexto de la controversia evolución-creacionismo. El creacionismo ha sido desacreditado como una teoría marginal similar al lamarckismo o la cosmología de Mundos en colisión de Immanuel Velikovsky. Debido a que los defensores del creacionismo quieren que las escuelas presenten solo su alternativa preferida, no toda la variedad de puntos de vista de la minoría, han intentado mostrar la erudición sobre el tema como dividida equitativamente entre solo dos modelos.

## Impacto en la ciencia tradicional
La mayoría de las teorías marginales nunca se vuelven parte de la ciencia establecida. Las ideas rechazadas pueden ayudar a refinar el pensamiento dominante, pero la mayoría de las teorías marginales son simplemente incorrectas y no tienen un impacto más amplio. Sin embargo, algunas ideas reciben gradualmente una aceptación más amplia hasta que ya no son vistas como teorías marginales. Ocasionalmente tales teorías incluso se convierten en la opinión principal. Un ejemplo ampliamente conocido es la teoría de la deriva continental de Alfred Wegener, que finalmente sirvió de base para el modelo aceptado de la tectónica de placas. Algunas veces este cambio no es gradual; en tales casos, representa un cambio de paradigma. Escribiendo para el New York Law Journal, Andrew Bluestone describió cómo un solo caso judicial en Nueva York cambió el uso de un oscuro estatuto de common law con respecto a la mala conducta de un abogado de una "teoría marginal de la ley" a una causa principal aceptada para la acción legal en el estado.  De forma similar, las antiguas teorías mainstream, como el flogisto y el éter pueden ser reemplazadas por otras que explican mejor la realidad.